# Alice Psaroudaki
Alice Psaroudaki (* 20. März 1970) ist eine deutsche Balletttänzerin, Choreographin und Tanzpädagogin.
Psaroudaki besuchte von 1976 bis 1987 die Tanzschule der Deutschen Oper in Berlin, wo sie Schülerin von Tatjana Gsovsky und Gert Reinholm war und 1987 ein Diplom als Choreographin erhielt. 1984–85 war sie zudem Schülerin von Konstanze Vernon an der Tanzschule der Münchener Heinz-Bosl-Stiftung. Von 2002 bis 2006 studierte sie Choreologie am Conservatoire de Paris. Am Centre National de la Danse erhielt sie 2007 ein Diplom als Lehrerin für klassisches Ballett.
Nachdem Psaroudaki Mitglied des Balletts der Deutschen Oper und des Israel Ballet in Tel Aviv gewesen war, trat sie 1989 in das Ballett von Malmö unter Leitung von Jonas Kåge ein, wo sie 1991 Solotänzerin wurde. Sie war dann von 1995 bis 1999 Solotänzerin an der Staatsoper Unter den Linden unter Leitung von Michaël Denard, bis 2002 beim Ballett des Anhaltischen Theaters Dessau unter Gonzalo Galguera und bei den Ballets Ethery Pagava. Seit 2007 unterrichtet sie an Elisabeth de Chabannes’ Ballettschule Les Jardins de la Danse.
Als Choreologin arbeitete Psaroudaki für das Ballet du Rhin unter Bertrand d'At (2004–05), das Kieler Ballett unter Mario Schröder (2004–06) und das Ballet National des Pays-Bas unter Ted Brandsen (2007). 2010 erarbeitete sie für das Nederlands Dans Theater die choreologische Notation von Whereabouts Unknown in der Choreographie von Jiří Kylián.